# Malo Ponijevo
Malo Ponijevo är en ort i Bosnien och Hercegovina.   Den ligger i entiteten Federationen Bosnien och Hercegovina, i den centrala delen av landet, 80 km norr om huvudstaden Sarajevo. Malo Ponijevo ligger 261 meter över havet och antalet invånare är 775.
Terrängen runt Malo Ponijevo är huvudsakligen kuperad, men den allra närmaste omgivningen är platt.Närmaste större samhälle är Zavidovići, 10,1 km sydost om Malo Ponijevo. 
Omgivningarna runt Malo Ponijevo är en mosaik av jordbruksmark och naturlig växtlighet. Runt Malo Ponijevo är det ganska tätbefolkat, med 93 invånare per kvadratkilometer.